# GAZ-24 Wolga

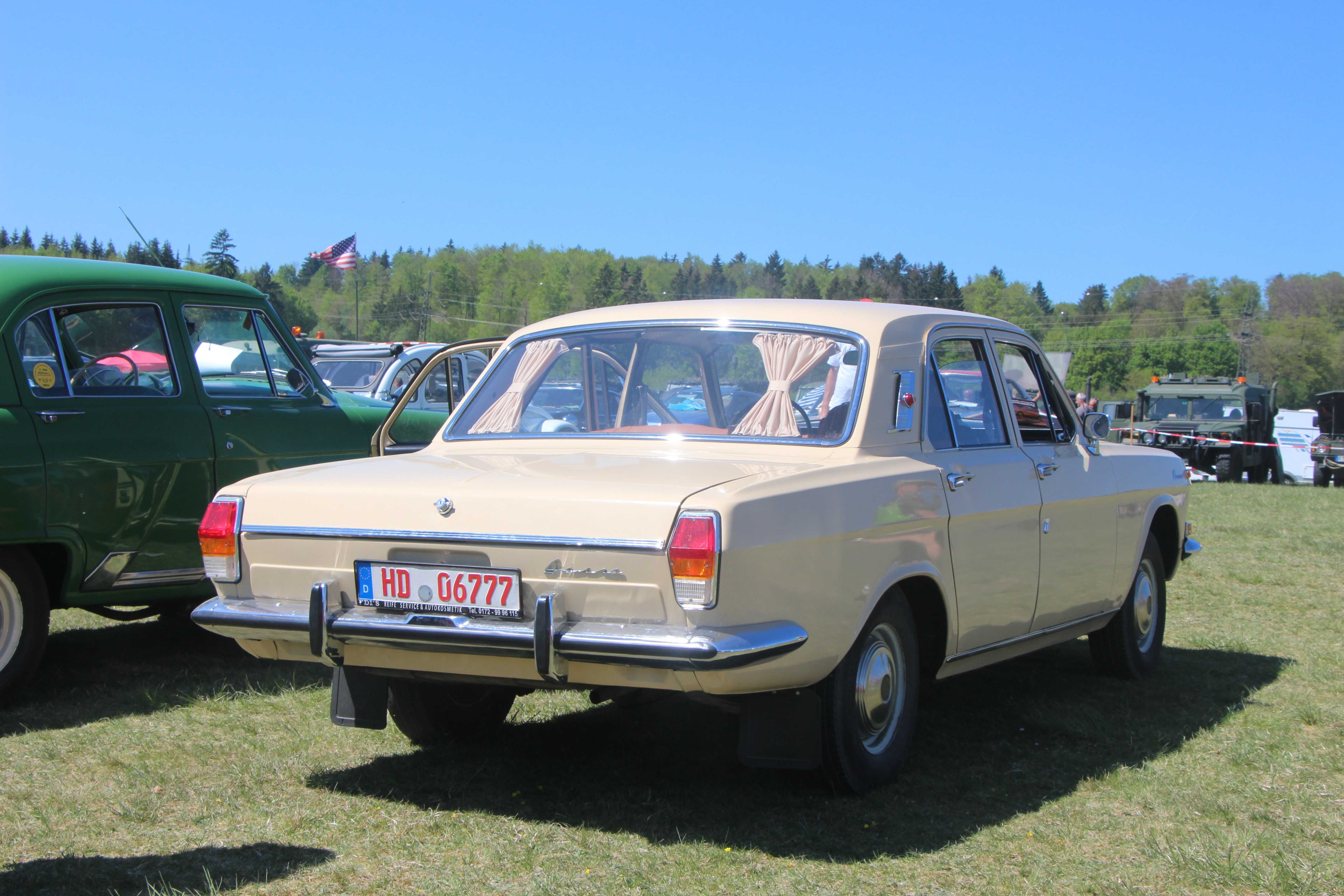
Heckseitenansicht

Der GAZ-24 Wolga (russisch ГАЗ-24 „Волга“) ist ein von 1968 bis 1992 in Serie gebauter PKW des sowjetischen Herstellers GAZ (russisch Горьковский автомобильный завод (ГАЗ), englische Transkription Gorkovsky Avtomobilny Zavod (GAZ), deutsch: Gorkier Automobilwerk).

## Fahrzeuggeschichte und -konstruktion

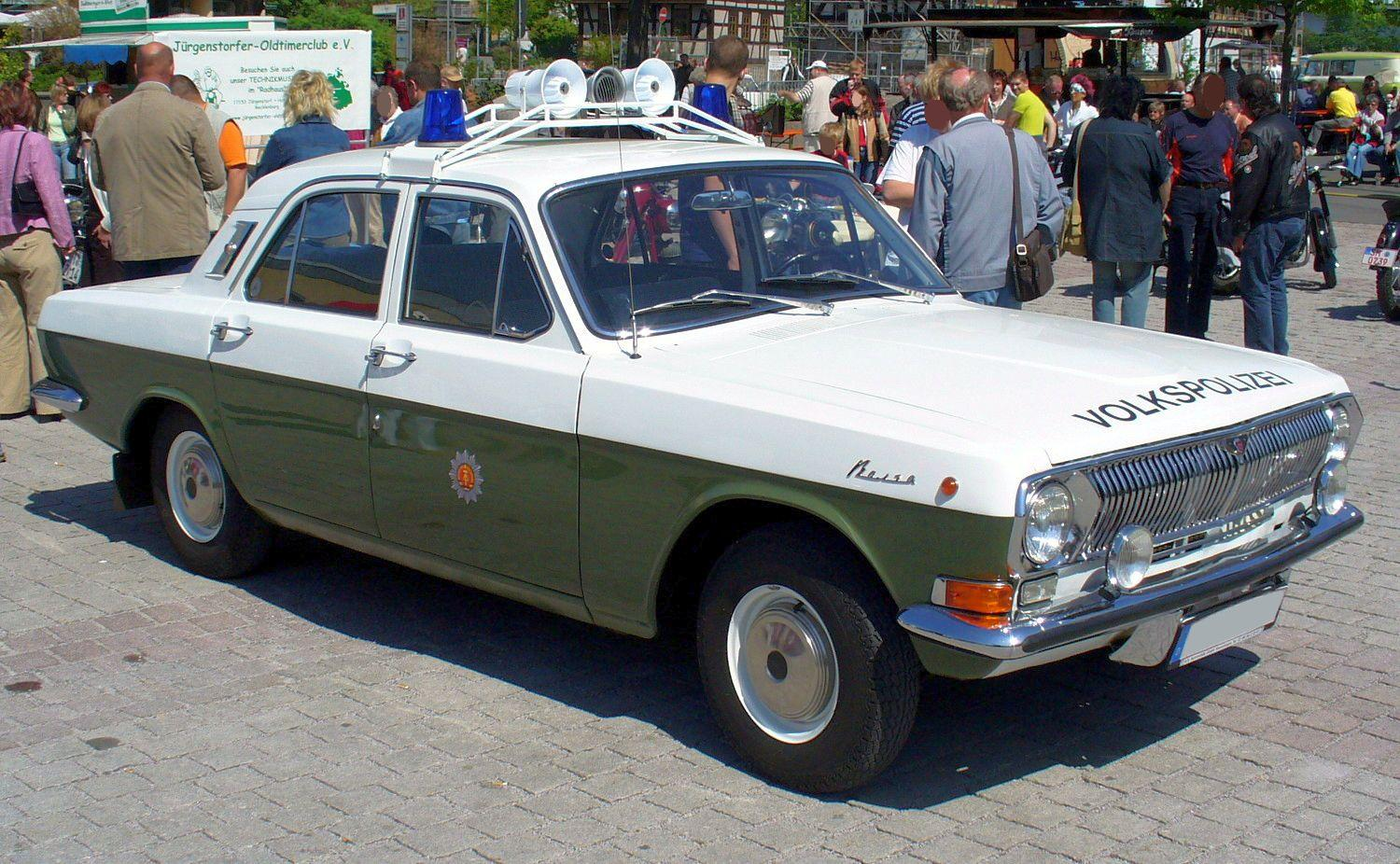
GAZ-24-Streifenwagen der Volkspolizei der DDR

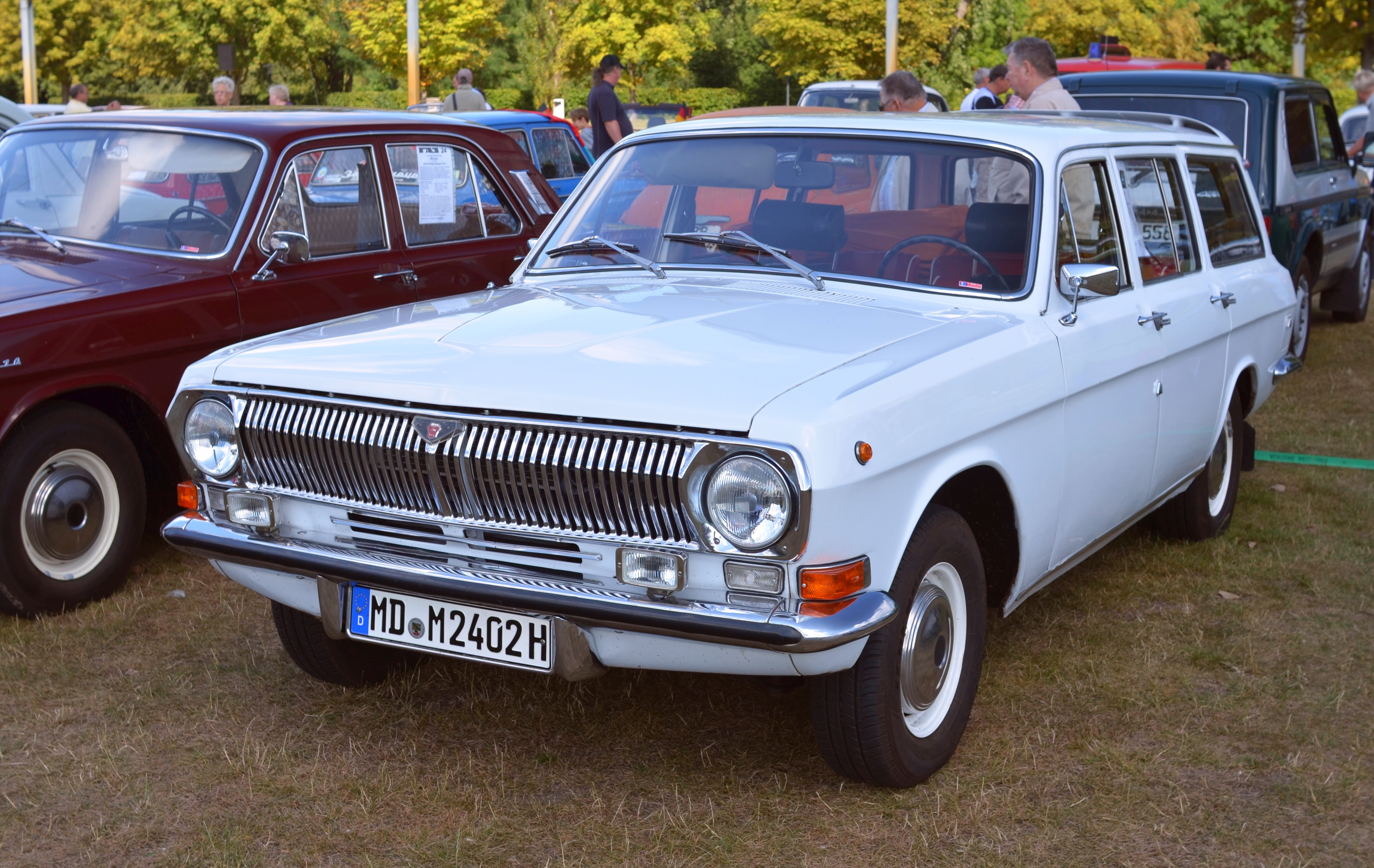
GAZ-24-02 Kombi in Deutschland

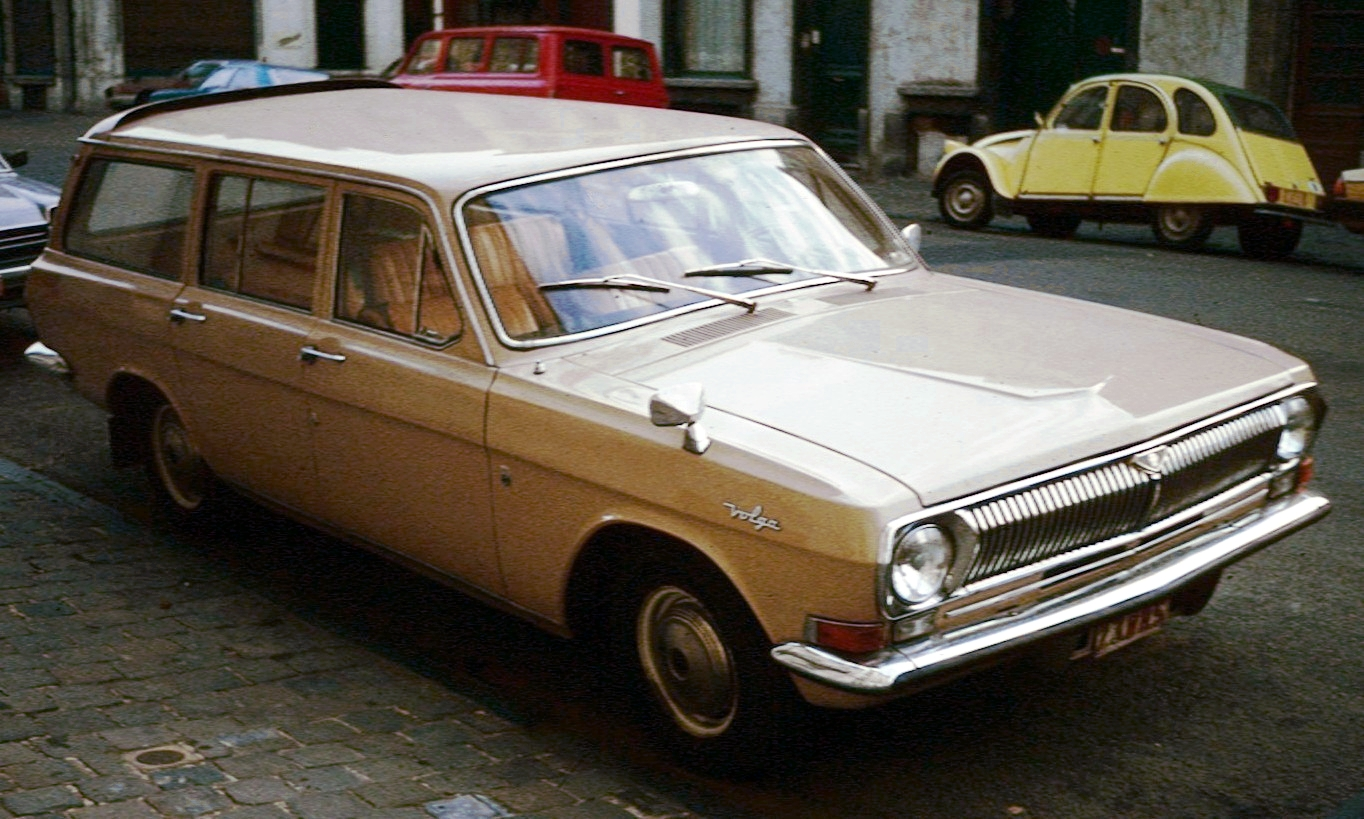
Scaldia-Volga M24 als Kombi mit dem Schriftzug ‚Volga‘ in lateinischen Buchstaben auf dem Kotflügel

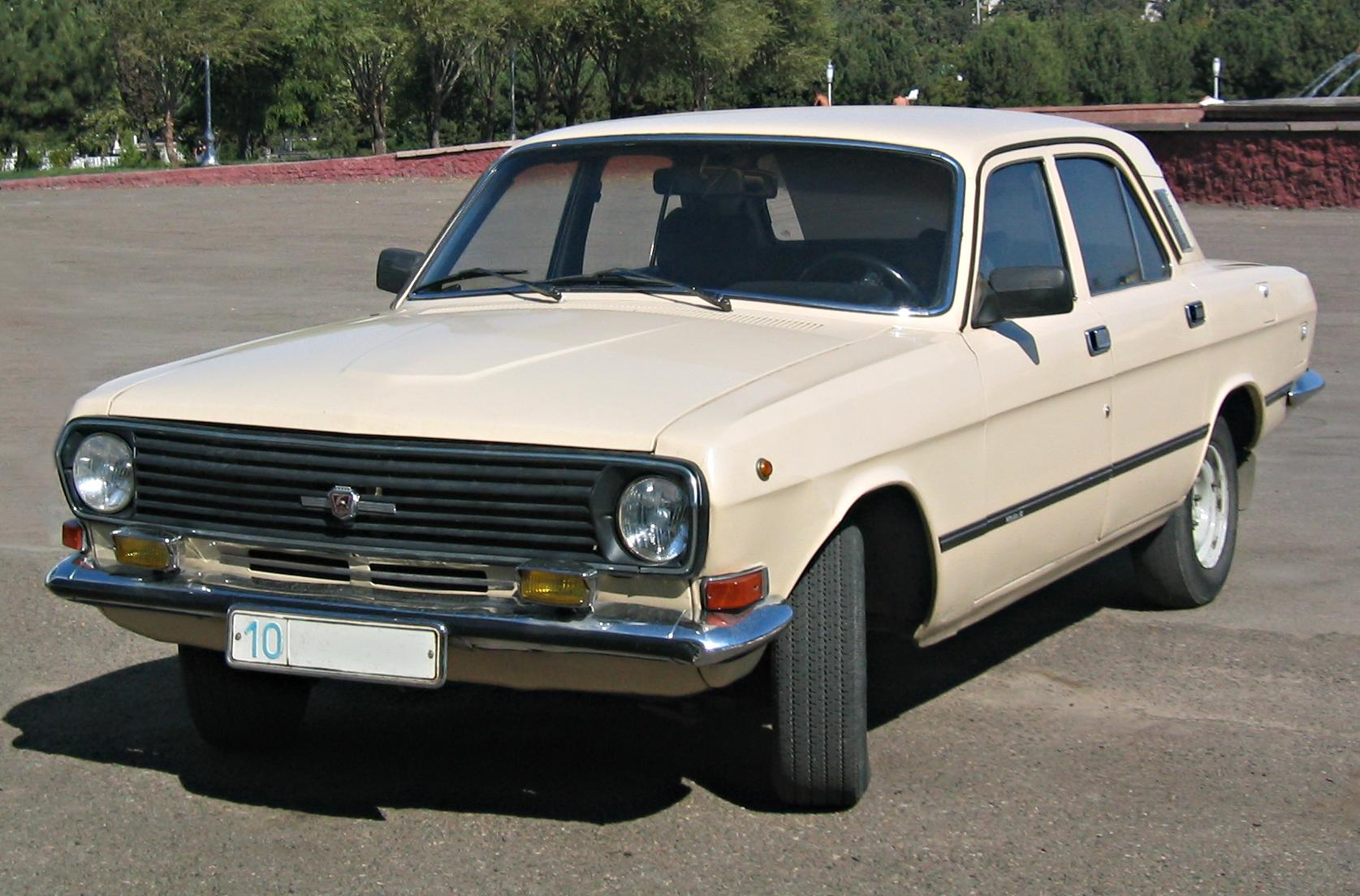
GAZ-24-10 der zweiten Generation

Die Entwicklung des GAZ-24 „Wolga“ begann bei GAZ bereits 1961, fahrbereite Prototypen zur Erprobung standen 1966 zur Verfügung. Die Produktion begann Ende 1968, wobei die Stückzahlen zunächst gering blieben und der Vorgänger GAZ-21 „Wolga“ parallel in großen Mengen weiter gefertigt wurde. Erstmals im Ausland gezeigt wurde der GAZ-24 auf der Leipziger Herbstmesse 1969. Am 15. Juli 1970 wurde die Fließbandfertigung im Werk in Gorki vom GAZ-21 auf den GAZ-24 umgestellt, ab diesem Moment stiegen die Stückzahlen stark an. Bis zum 31. Juli 1971 wurden 50.000 Exemplare gebaut, bis zur Einstellung der Produktion im Jahr 1992 waren es insgesamt 1.481.561 Stück.
Das Fahrzeug ist mit einer selbsttragenden Karosserie aufgebaut. Der Motor sitzt über der Vorderachse auf einem Hilfsrahmen und treibt über eine Kardanwelle die Hinterachse an. Die Vorderachse ist mit Doppelquerlenkern und Schraubenfedern ausgestattet. Die Hinterachse ist als Starrachse mit Blattfedern ausgebildet. Schräg angeordnete Stoßdämpfer unterdrücken die Federschwingungen und dämpfen Querbewegungen der Achse. Die Fußbremse wirkt hydraulisch in einem Zweikreisbremssystem mit Duplextrommelbremsen an der Vorderachse und Simplextrommelbremsen an der Hinterachse. Zur Bremskraftverstärkung ist ein Unterdruck-Bremskraftverstärker vorhanden. Die Handbremse wirkt auf die Hinterachse.
Der Wolga verfügt über einen Ölkühler mit zugehörigem Ölabsperrhahn, durch den man den Ölkühler je nach Jahreszeit zum Motorölkreislauf dazuschalten oder abtrennen kann, damit der Motor bei kalter Witterung schneller Betriebstemperatur erreicht oder um bei hohen Außentemperaturen das Motoröl zu kühlen. Zusätzlich gibt es einen Hebel, mit dem per Bowdenzug die Kühlerjalousie geschlossen wird, um den Luftstrom zum Wasserkühler zu unterbinden.
Es ist möglich, den Motor bei Ausfall des Starters oder der Bordelektrik mit einer Kurbel zu starten. Zu diesem Zweck gehört eine Andrehkurbel zum Bordwerkzeug. Vorn am Auto befindet sich hinter dem Kfz-Kennzeichen eine Klappe mit entsprechender Öffnung, durch sie kann die Kurbel eingesetzt werden, die in eine Klaue auf der Kurbelwelle greift.
Während des langen Produktionszeitraums wurde das Fahrzeug immer wieder leicht verändert. So hatten die Exemplare bis etwa Anfang 1970 Außenspiegel auf den Kotflügeln, danach wurde auf der Fahrerseite ein solcher wie heute üblich an der A-Säule befestigt, der auf der Beifahrerseite entfiel dagegen. Ab 1974 gab es erneut einen veränderten Außenspiegel und einige kleinere Modifikationen. In Kleinserie entstand eine GAZ-24-24 genannte Version mit 5,54-l-V8-Motor, die 145 kW leistete. Diese Fahrzeuge wurden fast ausschließlich vom KGB eingesetzt und waren für Privatkäufer nicht erhältlich.
Eine deutliche Veränderung brachte das Jahr 1977. Das Fahrzeug wurde komplett überarbeitet, wobei sich durch eine veränderte Stoßstange auch die Länge leicht veränderte. Ab 1985 wurde die Produktion auf größere Stückzahlen optimiert und das nun GAZ-24-10 genannte Fahrzeug entsprechend vereinfacht. Der Motor leistete jetzt 73 kW. Ab 1982 wurde der GAZ-3102 Wolga als Nachfolger parallel gebaut.
Das Fahrzeug wurde in den Staaten des RGW vor allem als Behördenfahrzeug oder Taxi eingesetzt, kleinere Stückzahlen wurden auch nach Westeuropa verkauft, hier unter dem Namen Scaldia-Volga M24.
Der belgische Importeur Scaldia-Volga stattete Wolgas mit bei Peugeot zugekauften Diesel-Motoren aus. Für Länder mit Linksverkehr wie Indonesien, Indien oder Großbritannien gab es eine Rechtslenkerversion.

## GAZ-24-02

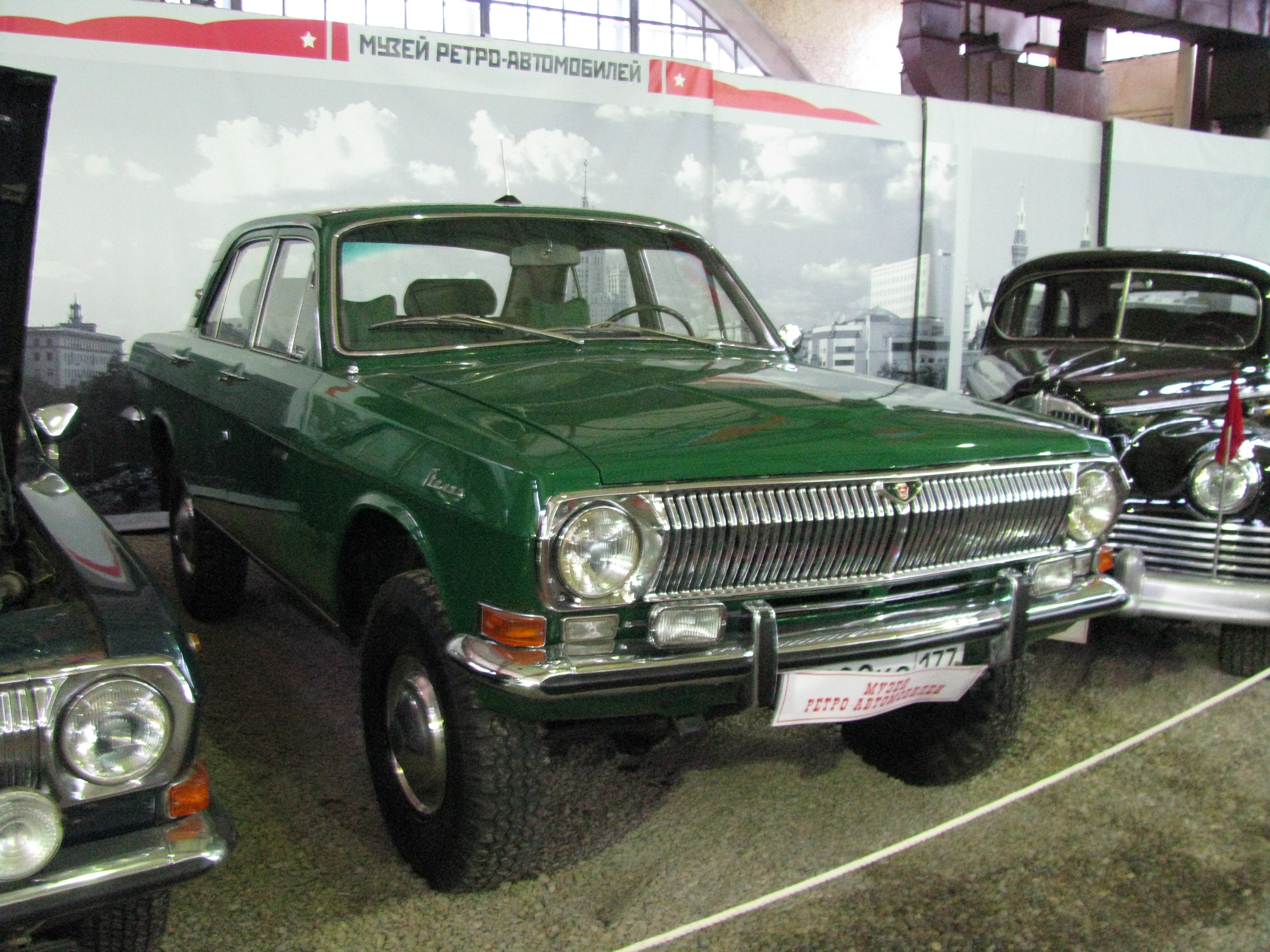
Der GAZ-24-95 mit Allradantrieb von Leonid Breschnew

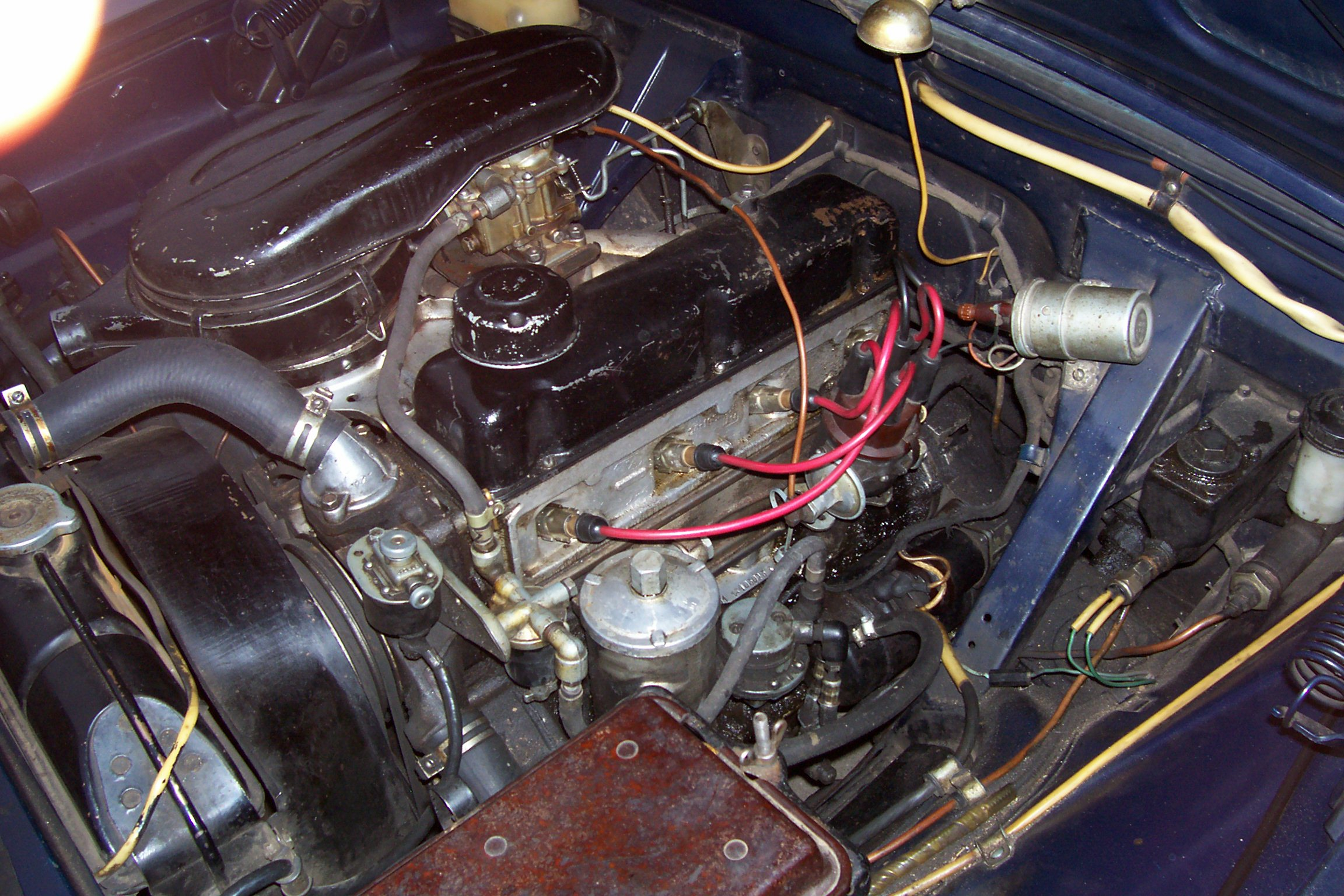
Vierzylinder-Ottomotor vom Typ GAZ-24

Der GAZ-24-02 ist das Kombimodell des GAZ-24. Das Fahrzeug wurde ab 1972 produziert. Ab 1975 begann der Import in die DDR, wo er zumindest anfangs aber nur an gesellschaftliche Bedarfsträger verkauft wurde. Markant war eine Luftleitvorrichtung, die oberhalb der Heckklappe angebracht war. Eine als Extra lieferbare zweite Rücksitzbank erlaubt die Beförderung von insgesamt sieben Personen. Die Rücksitzlehnen waren mit Stahlblech beschlagen und bildeten nach umklappen eine robuste Ladefläche. Die Nutzmasse war 150 kg größer als bei der Limousine, am Fahrwerk gab es an den Blattfedern der Hinterachse und den Reifen Unterschiede zur Limousine. Die Leermasse betrug 1575 kg und die Gesamtmasse 2100 kg. Die Getriebeabstufung war unverändert, ebenso wie die Höchstgeschwindigkeit von 140 km/h. Die Beschleunigung von 0 auf 100 km/h betrug 18,4 Sekunden und der Kraftstoffverbrauch betrug im Durchschnitt 13,4 l/100 km.
Wie die Limousine wurde das Kombimodell 1987 überarbeitet und als GAZ-24-12 auf den Markt gebracht.

## Modellvarianten
Basisserie GAZ-24:
- GAZ-24, Limousine, Produktion von 1968/70 bis 1985
- GAZ-24-01, Taxi auf Basis des GAZ-24
- GAZ-24-02, Kombimodell auf Basis des GAZ-24, Produktion von 1970 bis 1987
- GAZ-24-03, viersitziger Krankentransportwagen (Kombi) mit einer Liege hinter dem Fahrer
- GAZ-24-04, Taxiversion des Kombimodells
- GAZ-24-07, Taxi auf Basis des GAZ-24, mit Erdgasantrieb (1977–1985)
- GAZ-24-24, Limousine mit 5,54-l-V8-Motor und Dreistufen-Automatik, der Motor wurde entweder aus dem GAZ-13 oder dem GAZ-14 Chaika übernommen und das Fahrzeug war unter anderem für den Einsatz durch den KGB bestimmt.[11]
- GAZ-24-54, Rechtslenker, Exportmodell für Singapur, Indien und Pakistan[12]
- GAZ-24-76, Exportmodell Scaldia-Volga M24, Limousine
- GAZ-24-77, Exportmodell Scaldia-Volga M24, Kombi
- GAZ-24-95, Limousine mit Allradantrieb auf der Basis des GAZ-69. Eines der wenigen gebauten Fahrzeuge gehörte dem damaligen sowjetischen Staatschef Breschnew.

Überarbeitete Serie GAZ-24-10:
- GAZ-24-10, Limousine, Produktion von 1985 bis 1992
- GAZ-24-11, Taxi auf Basis des GAZ-24-10
- GAZ-24-12, Kombimodell auf Basis des GAZ-24-10, Produktion von 1987 bis 1992
- GAZ-24-13, viersitziger Krankentransportwagen (Kombi) mit einer Liege hinter dem Fahrer
- GAZ-24-17, Taxi auf Basis des GAZ-24-10, Erdgasantrieb
- GAZ-24-34, Limousine mit 5,54-l-V8-Motor und Dreistufen-Automatik (1985–1994)
- GAZ-24-60, Exportmodell für Länder mit tropischem Klima

## Technische Daten
Für das Grundmodell GAZ-24, Stand 1972.
- Motor: wassergekühlter Vierzylinder-Viertakt-Ottomotor
- Motortyp: ZMZ-402
- Leistung: 98 PS (72 kW) bei 4500 min−1
- Hubraum: 2445 cm³
- Bohrung: 92,0 mm
- Hub: 92,0 mm
- maximales Drehmoment: 188 Nm bei 2400 min−1
- Verdichtung: 8,2:1
- Motorgewicht: 175 kg
- Gemischaufbereitung: Vergaser Typ K-126G
- Zündfolge: 1–2–4–3
- Anlasser: ST-230B
- Lichtmaschine: G250-E1, 350 W, 28 A, Wechselspannung
- Bordspannung: 12 V
- Kupplung: Einscheiben-Trockenkupplung
- Getriebe: Vierganggetriebe mit Rückwärtsgang, vollsynchronisiert
- Höchstgeschwindigkeit: 145 km/h
- Treibstoffverbrauch: 8,0 l/100 km (bei 50 km/h)
- Tankinhalt: 55 l Benzin, mindestens 93 Oktan
- Antriebsformel: 4×2 (Heckantrieb)

Abmessungen und Gewichte
- Länge: 4735 mm
- Breite: 1800 mm
- Höhe: 1490 mm
- Radstand: 2800 mm
- Spurweite vorne: 1470 mm
- Spurweite hinten: 1420 mm
- minimale Bodenfreiheit: 180 mm
- Wendekreis: 11 m Durchmesser, gemessen am Vorderrad
- Sitzplätze: 5 oder 6
- Leergewicht: 1400 kg
- Zuladung: 425 kg
- zulässiges Gesamtgewicht: 1825 kg
- Achslast vorne: 870 kg
- Achslast hinten: 955 kg
- Reifengröße: 7,35-14″